# Rodionowka (obwód amurski)
Rodionowka (ros. Родионовка) – wieś (ros. seło) w południowo-wschodniej Rosji, terytorialnie i administracyjnie należąca do rejonu buriejskiego, w obwodzie amurskim. 
Według danych statystycznych z 2016 roku wieś Rodionowka zamieszkiwało 274 mieszkańców. 